# Trachyrhamphus longirostris
Trachyrhamphus longirostris és una espècie de peix de la família dels singnàtids i de l'ordre dels singnatiformes.

## Morfologia
- Els mascles poden assolir 40 cm de longitud total.[4][5]

## Reproducció
És ovovivípar i el mascle transporta els ous en una bossa ventral, la qual es troba a sota de la cua.

## Hàbitat
És un peix marí de clima tropical que viu entre 16-91 m de fondària.

## Distribució geogràfica
Es troba des del Mar Roig i l'oest de l'Índic fins al Japó i l'est d'Austràlia.